# Neantul etern
Neantul etern (numit și nonexistență sau neant) este un concept filozofic, religios sau științific care se referă la conștiința cuiva care încetează pentru totdeauna la moarte. Pamela Heath și Jon Klimo subliniază că acest concept este asociat în principal cu scepticismul religios, umanismul secular, nihilismul, agnosticismul și ateismul. Conform celor mai multe teorii moderne ale neuroștiinței despre conștiință, creierul este baza experienței subiective, a agenției, a conștientizării de sine și a conștientizării lumii naturale înconjurătoare. Când moartea cerebrală are loc, toate funcțiile creierului încetează pentru totdeauna.
Mulți neurologi și neurofilozofi, cum ar fi Daniel Dennett, cred că conștiința depinde de funcționarea creierului și că moartea reprezintă o încetare a conștiinței. Cercetările științifice au descoperit că anumite zone ale creierului, cum ar fi sistemul reticular activator și talamusul, sunt esențiale pentru conștiință, deoarece disfuncția sau deteriorarea acestor structuri provoacă pierderea conștiinței. O analiză naturalistă a minții consideră că aceasta depinde de creier, așa cum se arată în diversele efecte ale leziunilor cerebrale. Totuși, unele interpretări ale studiilor despre experiențele aproape de moarte sugerează că ideea de conștiință care încetează la moarte nu este universal acceptată și propun că aceasta ar putea continua chiar și după ce funcția cerebrală încetează.

## În filozofie
În Apărarea lui Socrate (scrisă de Platon), după condamnarea la moarte, Socrate se adresează instanței și reflectează asupra naturii morții. El rezumă că există două mari școli de gândire cu privire la viața de apoi. Prima este că aceasta reprezintă o migrație a sufletului sau conștiinței într-o alta, ceea ce îl entuziasmează pe Socrate, deoarece va putea să își desfășoare cercetările dialectice cu marii eroi și gânditori greci din trecut.
Cealaltă opinie despre moarte este că aceasta este neantul, încetarea completă a conștiinței, nu doar incapacitatea de a simți, ci o lipsă totală de conștientizare, asemănătoare cu o persoană într-un somn profund, fără vise. Socrate afirmă că nici măcar acest neant nu-l sperie, deoarece, deși nu va fi conștient, va fi liber de orice durere sau suferință. El susține că nici măcar marele rege al Persiei nu ar putea afirma că s-a odihnit vreodată atât de bine și de liniștit ca el într-un somn fără vise.
Cicero, scriind trei secole mai târziu în tratatul său Despre bătrânețe⁠(d), discută, de asemenea, perspectivele morții, referindu-se frecvent la lucrările scriitorilor greci anteriori. Cicero ajunge la concluzia că moartea este fie o continuare a conștiinței, fie o încetare a acesteia. Dacă conștiința continuă în vreo formă, nu există motive de a te teme de moarte; în caz contrar, dacă moartea este neantul, va fi liber de toate mizeriile lumii, astfel că nu ar trebui să fie profund deranjat de moarte. Gânduri similare au fost exprimate de filozoful roman Lucrețiu în poezia sa didactică De rerum natura⁠(d), și de filozoful grec antic Epicur în Scrisoarea către Menoeceus, unde scrie:
„Învățându-te să crezi că moartea nu înseamnă nimic pentru noi, căci binele și răul implică capacitatea de a simți, iar moartea este privarea de toate senzațiile; prin urmare, o înțelegere corectă că moartea nu înseamnă nimic pentru noi face ca mortalitatea vieții să fie plăcută, nu prin adăugarea unui timp nelimitat la viață, ci prin îndepărtarea dorinței după nemurire. Căci viața nu are teroare pentru cel care a înțeles temeinic că nu există teroare pentru el în a înceta să trăiască. De aceea, este prostesc omul care spune că se teme de moarte, nu pentru că aceasta îi va aduce durere când va veni, ci pentru că îi provoacă durere la perspectiva ei. Tot ceea ce nu cauzează supărare când este prezent, provoacă doar o durere nefondată în așteptare. Moartea, prin urmare, cel mai teribil dintre rău, nu înseamnă nimic pentru noi, deoarece, atunci când noi suntem, moartea nu a venit, iar când moartea a venit, noi nu mai suntem. Nu înseamnă nimic, așadar, nici pentru cei vii, nici pentru cei morți, căci pentru cei vii nu este și cei morți nu mai există.”
Parafrazând filozoful Paul Edwards, Keith Augustine și Yonatan Fishman afirmă că „cu cât daunele aduse creierului sunt mai mari, cu atât daunele corespunzătoare minții sunt mai mari. Extrapolarea naturală din acest tipar este extrem de clară – distruge complet funcționarea creierului și, în aceeași măsură, funcționarea mentală va înceta.” Psihologul Steven Pinker⁠(d) și fizicianul Sean Carroll susțin că moartea este echivalentă cu neantul etern, deoarece știința nu găsește niciun mecanism pentru a continua conștiința după moarte.

## Utilizare legală
Termenul „neant etern” a fost folosit în tratate internaționale⁠(d), cum ar fi în articolul II al Tratatului de la Westfalia din 1648. De asemenea, a fost folosit în legislație, cum ar fi în Legea de Indemnitate și Neant din 1660 din Anglia, unde expresia utilizată este „neant perpetuu” (apare în mai multe articole ale actului).

## Neant și subiectivitate
Thomas Clark, fondator al Centrului pentru Naturalism, a scris un articol intitulat „Moartea, Neantul și Subiectivitatea” (1994). El critică ceea ce percepe ca o descriere eronată a neantului etern ca o „cădere în întuneric.” Când unii își imaginează moartea (inclusiv cei nereligioși), se proiectează într-un sine viitor care experimentează o întunecare tăcută eternă. Acest lucru este greșit, deoarece, fără conștiință, nu există conștientizare a spațiului și nu există o bază pentru timp – nu poate exista întuneric, deoarece pentru a experimenta întunericul, cineva trebuie să fie conștient de acesta. Pentru Clark, în neant există chiar o absență a experienței, deoarece putem vorbi despre experiență doar atunci când un sine subiectiv există. Conform neurologului Giulio Tononi⁠(d), conștiința este „tot ceea ce suntem și tot ceea ce avem: pierzi conștiința și, în ceea ce te privește, propriul tău sine și întreaga lume se dizolvă în neant.”